# سودرشوپینگ
شهر سودرشوپینگ (به سوئدی: Söderköping) در ناحیه شهری سودرشوپینگ در کشور سوئد واقع شده‌است. جمعیت این شهر ۱۷۵۳٫۰۵  نفر است.